# Yong Sheng
 (octobre 2013).
Si vous disposez d'ouvrages ou d'articles de référence ou si vous connaissez des sites web de qualité traitant du thème abordé ici, merci de compléter l'article en donnant les références utiles à sa vérifiabilité et en les liant à la section « Notes et références ».
Le Yong Sheng  est un cargo mixte de 19 000 tonnes de port en lourd et de 149 mètres de long, appartenant à l’armement public chinois COSCO (China Ocean Shipping Company).
Le Yong Sheng est le premier navire chinois à emprunter la route maritime du nord le 8 août 2013.

## Caractéristiques
Ce navire de la compagnie chinoise COSCO a été construit en 2002. La COSCO est la plus importante compagnie chinoise de transport maritime et aujourd’hui la 4e mondiale pour le transport de conteneurs, (après Maersk, MSC et CMA-CGM). Créée en 1961, cette entreprise d’État exploite plus de 800 navires et dessert 1 600 ports dans le monde entier. Elle a acquis en 2008 une concession, pour 35 ans, pour deux des trois embarcadères du port du Pirée, à Athènes.
Sa longueur hors tout de 160 m et sa largeur de 23 m lui permet de passer dans les passages délicats comme la route maritime du nord dans l'Arctique. Il transporte essentiellement de la cargaison en vrac tel du matériel industriel ou du minerai de fer.

## Voyage par la route maritime du nord
Le navire a quitté le port de Dalian d'une province du nord-est de la chine et a mis 33 jours à rejoindre l’Europe en passant par le détroit de Béring. Il a appareillé le 11 septembre 2013 à Rotterdam.
Avec une distance de 5 437 kilomètres, le passage du Nord-Est est la route maritime la plus économique et permet de raccourcir le temps de voyage de 10 jours par rapport à la route habituelle passant par le canal de Suez. De plus, cette route du Nord permet d'éviter la zone dangereuse de piraterie du sud-est de l'Asie et du golfe du Yémen.